# Kulturzeitschrift
Eine Kulturzeitschrift ist ein Periodikum, das weitgespannt kulturelle Themen behandelt. Darunter fallen verschiedene Künste, aber auch andere Themen, die sich mit geistigen Leistungen einer Gesellschaft befassen. Kulturzeitschriften können verschiedene Schwerpunkte haben, Information und Rezension, Essay und Diskussion, oder wissenschaftliche Fachartikel enthalten.

## Deutschsprachige Kulturzeitschriften
Die Zahl deutscher Kulturzeitschriften ist stark zurückgegangen (so erscheinen zum Beispiel Westermanns Monatshefte, Die Tat, Das Tage-Buch, Die Weltbühne, die  Der Monat, Hochland oder die Düsseldorfer Debatte nicht mehr). 2008 wurde auch die Zeitschrift Kursbuch eingestellt, die jedoch seit 2012 wieder erscheint. Außerdem bestehen zum Beispiel noch der Merkur, Neue Gesellschaft/Frankfurter Hefte, Lettre International und die Stimmen der Zeit. Ihre Funktion als Forum intellektueller Debatten erfüllen in verstärktem Maße die – im Vergleich zu den Kulturzeitschriften – aktuelleren Feuilletons der großen überregionalen Tageszeitungen (etwa Frankfurter Allgemeine Zeitung, Süddeutsche Zeitung, Neue Zürcher Zeitung) und Wochenzeitungen (etwa Die Zeit) sowie die Kulturteile der politischen Zeitschriften wie Der Spiegel oder Focus.

## Geschichte

### Weimarer Republik
Die drei wichtigsten Kulturzeitschriften der Weimarer Republik waren:
- Die Weltbühne, vormals Die Schaubühne, wurde 1905 gegründet von Siegfried Jacobsohn, umbenannt 1918, für sie schrieb unter anderem Kurt Tucholsky um die 1500 Beiträge, er schrieb zumeist unter den folgenden Pseudonymen: Kaspar Hauser, Peter Panter oder Theobald Tiger. Nach dem Tod Jacobsohns übernahm Tucholsky für kurze Zeit die Chefredaktion, wurde von dem Nobelpreisträger (1936) Carl von Ossietzky dann abgelöst. Von Ossietzky musste wegen eines von ihm veröffentlichten Artikels von Walter Kreiser in der Weltbühne über die Aufrüstung der Reichswehr für circa drei Jahre ins Gefängnis. Die Zeitschrift veröffentlichte jährlich circa 27.000 Seiten, sie war politisch links ausgerichtet.
- Das Tage-Buch: Diese Zeitschrift ähnelte von der Themenwahl, der Gestaltung und der Erscheinungsweise sehr der Weltbühne und wurde auch deren größter Konkurrent. Die „Journalisten“ der beiden Zeitschriften überschnitten sich zum größten Teil oder rotierten sogar. Nur die politische Richtung war bürgerlicher, konservativer. Berühmte Autoren waren Bert Brecht, Alfred Döblin, Erich Kästner, wie auch der spätere Bundeskanzler Ludwig Erhard.
- Die Tat: Diese Zeitschrift erschien im Eugen-Diederichs Verlag ab 1912. Sie war jedoch längst nicht so erfolgreich wie ihre beiden Konkurrenten. Ende der 20er Jahre führte ein Wechsel des Chefredakteurs, Hans Zehrer übernahm den Posten, zu einem Wechsel der politischen Richtung, rechtskonservative Intellektuelle wurden nun bedient.

### Nationalsozialismus
- Die Nationalsozialistischen Monatshefte, die ab 1930 erschienen, und die Wochenzeitung Das Reich können als einzige „Qualitätszeitungen“ der Nationalsozialisten angeführt werden.

### Nach 1945
Nach dem Zweiten Weltkrieg kamen neue Kulturzeitschriften auf den Markt:
- Die Frankfurter Hefte (1946–1985): katholisch und zugleich politisch links geprägt, fusionierte 1985 mit der „Neuen Gesellschaft“, der inoffiziellen Kulturzeitschrift der SPD. Hatte zu ihrer Hoch-Zeit 1948 eine Auflage von über 75.000 Exemplaren.

Es gibt zwar viele Zeitschriften mit kulturellen Themen – sie widmen sich aber meistens einem bestimmten Thema der Kultur: der Bildenden Kunst, der Architektur, der Literatur, dem Theater, der Musik usw. Es gibt nur einige wenige (allesamt mit kleinen Auflagen), die über alle Bereiche des kulturellen Lebens schreiben wollen, über die Kultur im Allgemeinen, wie z. B. Lettre International, Stimmen der Zeit, Du, Schöngeist (ApoDion Verlag), Der Kultur-Herold oder Monopol. In den letzten Jahren sind einige Online-Zeitschriften entstanden, die diesen generellen Anspruch erheben, wie: A Vela oder Parapluie.
Einen Sonderweg geht die Bühne in Österreich, die eine vergleichsweise sehr hohe Auflage von 67.000 Exemplaren erreicht. Die Bühne ist zwar auch im Handel erhältlich, wird jedoch zu weiten Teilen in Kombination mit Theaterabonnements vertrieben – ein frühes Beispiel von Beziehungsmarketing im Kulturbereich.

## Internationale Kulturzeitschriften
Die Vereinigten Staaten können die meisten und größten Zeitschriften, die sich mit kulturellen Themen befassen, vorweisen. Die berühmteste Wochenzeitschrift ist The New Yorker. Sie enthält Kommentare und Reportagen zu verschiedenen Themen der Kultur und Politik, auch international. Man findet dort Artikel über Film und Theater, Musik, Literatur und Bildende Kunst. Mehrmals im Jahr erscheinen zusätzliche Ausgaben, die einem bestimmten Bereich gewidmet sind, wie zum Beispiel Musik.
Noch traditionsreicher und noch ernster im Ton ist Harper’s Magazine, eine Monatszeitschrift, die seit 1850 erscheint. Sie enthält Essays und Artikel zu Themen der Kultur, Politik und Wissenschaft, Reportagen und Buchbesprechungen auf sehr hohem Niveau.
Das weltweit wichtigste Periodikum über Literatur ist die New York Review of Books, das 20 Mal im Jahr erscheint. Die dort behandelten Bücher reichen von der Lyrik bis zur Kunst, von der Geschichte bis zur Wissenschaft. Damit kann es als eine Zeitschrift über Kultur im Allgemeinen angesehen werden. Ihre Besonderheit ist, dass oft in einem Artikel mehrere Bücher zu einem Thema besprochen werden.